# 가네자와니시네촌
가네자와니시네촌(金沢西根村)은 아키타현 센보쿠군에 위치했던 촌이다.

## 지리
요코테 분지의 중앙부에 위치하며, 마루코가와와 츠키카와의 복합 부채꼴 지대 부채 끝 및 배후 습지에 위치한다. 습지를 나타내는 '곡지(谷地)'가 붙은 지명이 많다. 전체가 평탄한 평지를 차지하며, 현 내에서도 손꼽히는 곡창지대의 일각을 차지하는 순농촌지대이다. 센보쿠군의 거의 남단에 위치하며, 동쪽, 북쪽, 남쪽은 센보쿠군 이이즈메무라, 후지키촌, 가나자와정 안모토와 접하고, 서쪽은 요코테가와(아사히카와)를 사이에 두고 히라가군 가쿠마가와정, 가나자와정 구로카와촌과 접해 있다. 마을 이름 '가나자와니시네'는 가나자와정 서쪽으로 열린 마을이라는 뜻으로, 하타야촌에 위치한 가나자와히가시네와 대응한다.
오우 본선이 마을의 동쪽 끝을 남북으로 달린다. 다이쇼 시대에 고산넨역이 개업한 후, 역 앞이 택지화되었다.

## 역사
- 1889년 4월 1일 - 정촌제 시행에 의해 가네자와니시네촌이 성립하였다.
- 1956년 9월 30일 - 이즈메촌과 합병해 센난촌이 되어 소멸하였다.